# Campsicnemus nigricollis
Campsicnemus nigricollis är en tvåvingeart som beskrevs av Van Duzee 1933. Campsicnemus nigricollis ingår i släktet Campsicnemus och familjen styltflugor. Inga underarter finns listade i Catalogue of Life.